# Michael Howard (schermidore)
Michael John Peter Howard (Richmond, 24 dicembre 1928) è un ex schermidore britannico, vincitore di una medaglia d'argento nella scherma ai Giochi olimpici.